# Kuma belca
Kuma belca är en plattmaskart som beskrevs av Ernst Marcus 1952. Kuma belca ingår i släktet Kuma och familjen Haploposthiidae. Inga underarter finns listade i Catalogue of Life.